# Batticaloa District
Batticaloa District är ett distrikt i Sri Lanka.   Det ligger i provinsen Östprovinsen, i den centrala delen av landet, 200 km öster om huvudstaden Colombo. Antalet invånare är 515 733. Arean är 2 854 kvadratkilometer.
Terrängen i Batticaloa District är platt åt nordost, men åt sydväst är den kuperad.
Batticaloa District delas in i:
- Eravur Town Division
- Manmunai North Division
- Kattankudy Division